# 姚如学
姚如学（？—），男，中华人民共和国政治人物，曾任河南省政协副主席，河南省老区建设促进会副会长。